# Ed Beeson
Edward Ives ”Ed” Beeson, född 2 juni 1890 i Sonoma County, död 15 februari 1971, var en amerikansk höjdhoppare som tävlade för University of California
Den 2 maj 1914 slog Beeson OS-trean och världsrekordhållaren George Horine vid Pacific Coast Conference Meet i Berkeley och satte världsrekord med 2,01 meter.
Olympiska spelen 1916 i Berlin ställdes in på grund av första världskriget och Beeson kom aldrig att dyka upp på den olympiska scenen. Hans världsrekord stod dock i tio år, tills Harold Osborn klarade 2,03 meter i Urbana i Illinois.